# جيمس فيرديناند مورتون
جيمس فيرديناند مورتون الابن (18 أكتوبر 1870 - 7 أكتوبر 1941) كاتب أناركي وناشط سياسي منذ أوائل القرن العشرين وحتى العشرينيات منه، تناول مواضيع عن النظام الضريبي الفردي، والعنصرية، ومناصرة المرأة. بعد عام 1920، عُرف عنه اعتناقه للديانة البهائية، وبأنه أمين متحف شهير، ومتحدث بلغة الإسبرانتو، وصديق مقرب لهوارد فيليبس لافكرافت.

## سيرته الذاتية

### السنوات الأولى
ولد مورتون في ليتلتون، ماساتشوستس، وعاش في أندوفر، نيو هامبشير. وصلت عائلته إلى صخرة بليموث عام 1620، وكان جده الكاهن صموئيل فرنسيس سميث. يشير مقال في إحدى الصحف من عام 1906 إشارة مقتضبة إلى شبابه بأنه عمل «موزّعًا للصحف، وماسحًا للأحذية، ونافخًا للأورغن، وموظفًا في مصنع للهلام». في عام 1892 حصل على بكالوريوس الآداب ودرجة الماجستير في الآداب من جامعة هارفارد، وبالتزامن مع ذلك حصل أيضًا على منحة «غورهام توماس» في فقه اللغة الكلاسيكية، وتخرج بامتياز وكان عضوًا في جمعية فاي بيتا كابا الشرفية. كان زميلًا لدو بويز وأجرى معه بعض المراسلات. ألمّ باليونانية واللاتينية والفرنسية. أشار تقرير أمين السر في هارفارد لعام 1896 إلى أنه كان عندئذ في الجمعية المستقلة لفرسان الهيكل الأخيار، وجمعية نيو إنغلاند لمكافحة التشريح المعنية بحقوق الحيوان، وشنَّ الحملات في ظل حزب الشعب.
حتى في هذه الفترة المبكرة شارك بنشاط في حركة صحافة الهواة، وظهر في التغطية الصحفية للممارسة الناشئة في عام 1891، وانتُخب رئيسًا لجمعية الصحافة الوطنية للهواة في عام 1896. في أيامه الأولى في نيو إنغلاند، استكشف عددًا من البدائل للثقافة السائدة.

### الأناركية وجولته إلى الغرب
تحول إلى الأناركية، وخاصة الأناركية الفردانية في الولايات المتحدة، والأناركية والقضايا المتعلقة بالحب والجنس والفكر الحر وانطلق في جولة نقاش عبر البلاد إلى الغرب 1899-1900 لدعم هذه الأفكار. ظهرت العديد من هذه المحادثات في الصحف. بحلول عام 1901 نشط في الساحل الغربي. عندما عاش مورتون في الغرب، كتب للعديد من المجلات الأناركية أو حرّرها مثل: فري سوسايتي وديسكونتنت، وذا ديمنستريتر، وماذر إرث لإيما غولدمان بالإضافة إلى دورية الفكر الحر تروث سيكر، وعاش في الكميونة الأناركية هوم بواشنطن التي تعرضت لهجوم -لم يُعتقل مورتون رغم ذلك- وصلت في أثنائه أنباء عن محاولة اغتيال الرئيس الأمريكي ويليام ماكينلي. أوضحت كتابات مورتون أنه يفضل الأناركية «غير الانتقامية». في عام 1904 عاد إلى الساحل الشرقي ونُقل حديثه عن الفكر الأناركي/الحر والأخلاق في صحف عدة.